# Thuidium costaricense
Thuidium costaricense là một loài rêu trong họ Thuidiaceae. Loài này được Broth. & Thér. mô tả khoa học đầu tiên năm 1921.